# Krasnofłotiec
Krasnofłotiec (ros. Краснофлотец) – bazowy stopień wojskowy i podstawowe stanowisko personelu wojskowego Floty Czerwonej w latach 1918–1946.
Oznaczenia stopnia krasnofłotca zostały wprowadzone po przywróceniu systemu rang w Armii i Flocie Czerwonej w 1935 roku. W Armii Czerwonej jego odpowiednikiem był czerwonoarmista. Po zmianie nazwy Floty Czerwonej na Marynarkę Wojenną ZSRR w lutym 1946 roku stopień krasnofłotca został zastąpiony marynarzem (ros. матрос).

## Oznaczenia stopnia

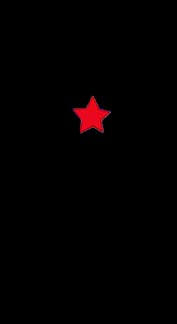
Oznaczenia stopnia krasnofłotca na wszystkich rodzajach umundurowania (1935–1943)
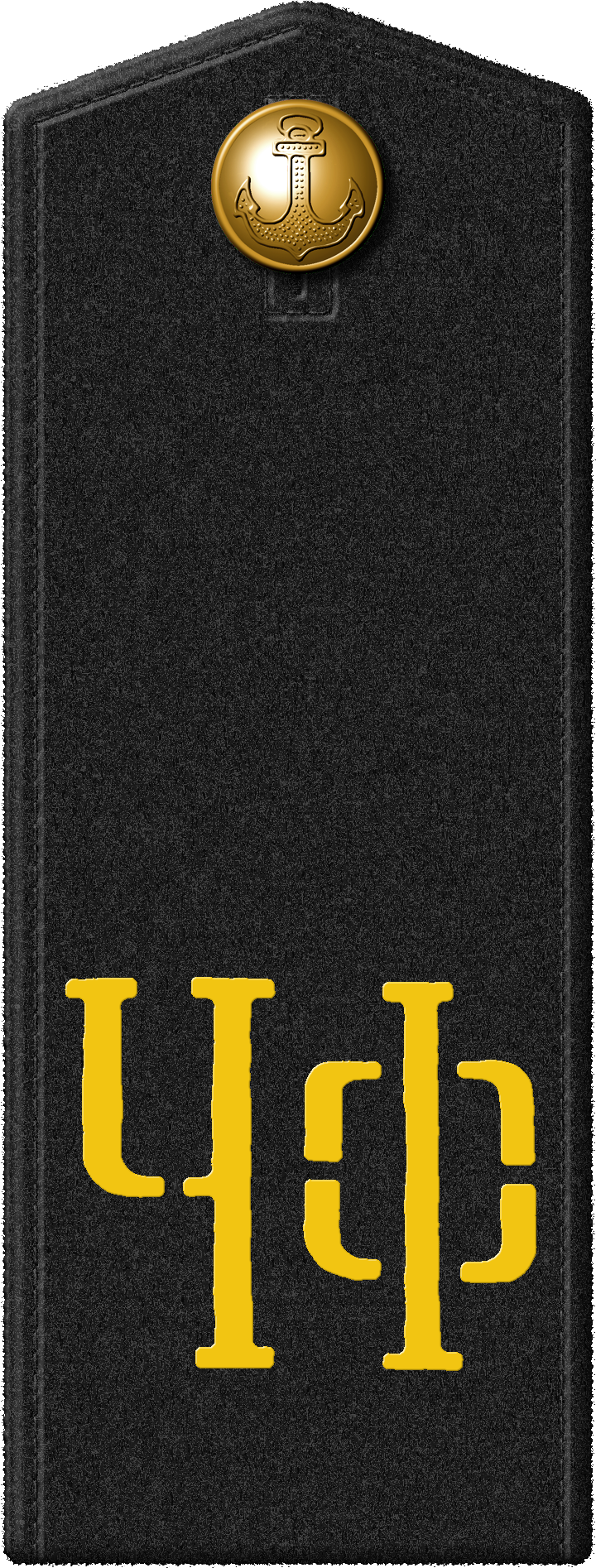
Pagon krasnofłotca na płaszczu i buszłacie (z oznaczeniami Floty Czarnomorskiej) (1943–1946)
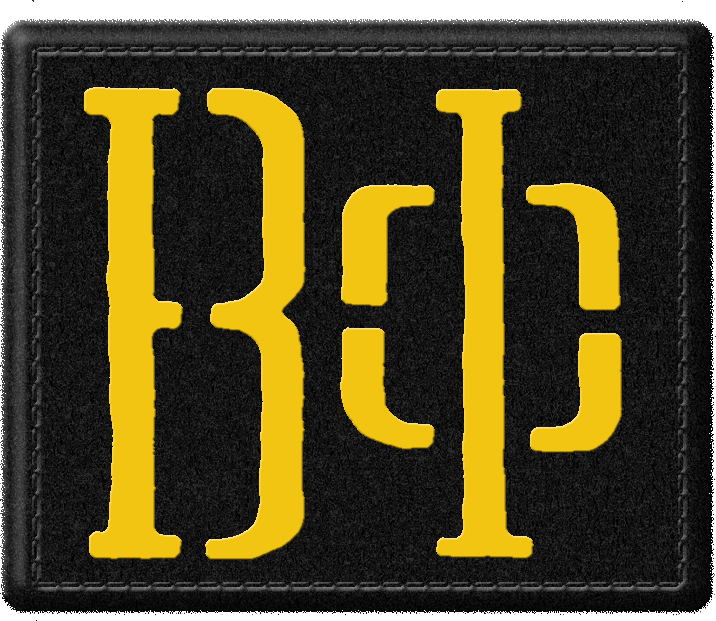
Pagon krasnofłotca na koszuli flanelowej (z oznaczeniami Floty Czarnomorskiej) (1943–1946)
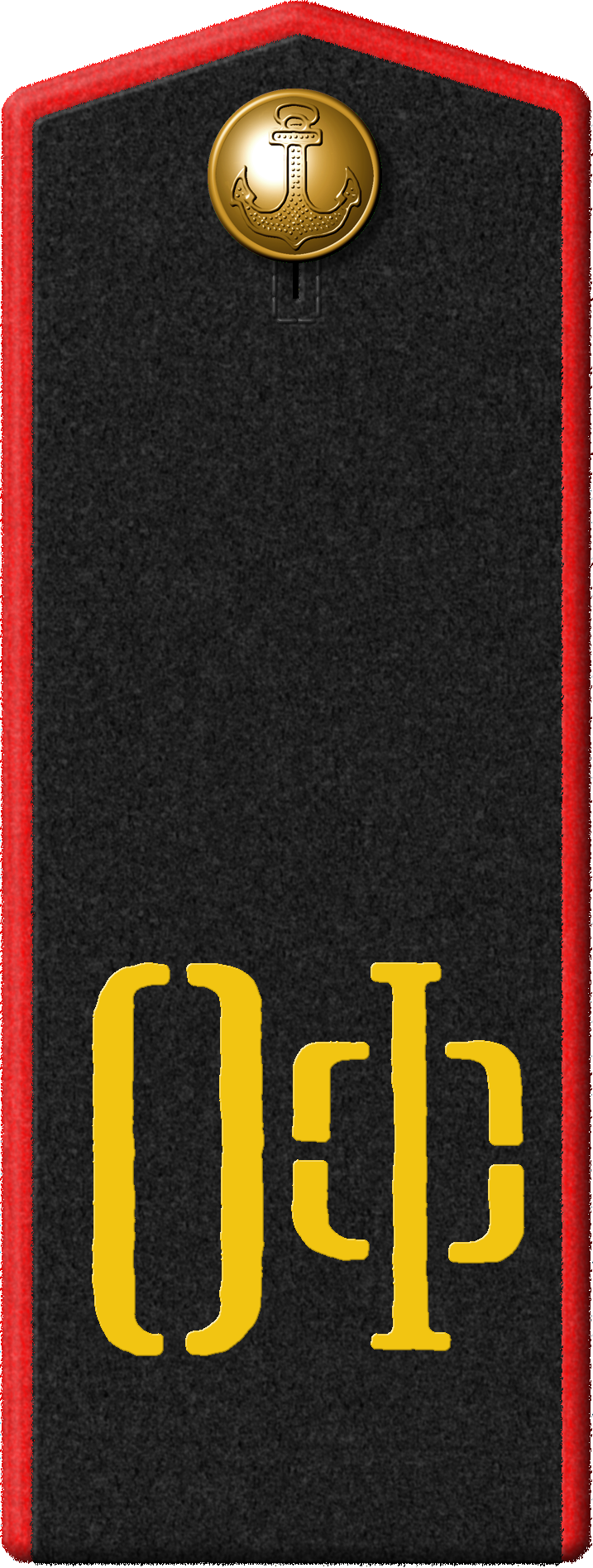
Pagon krasnofłotca służby brzegowej Floty Czerwonej na płaszczu i buszłacie (z oznaczeniami Oneskiej Flotylli Wojennej) (1943–1946)
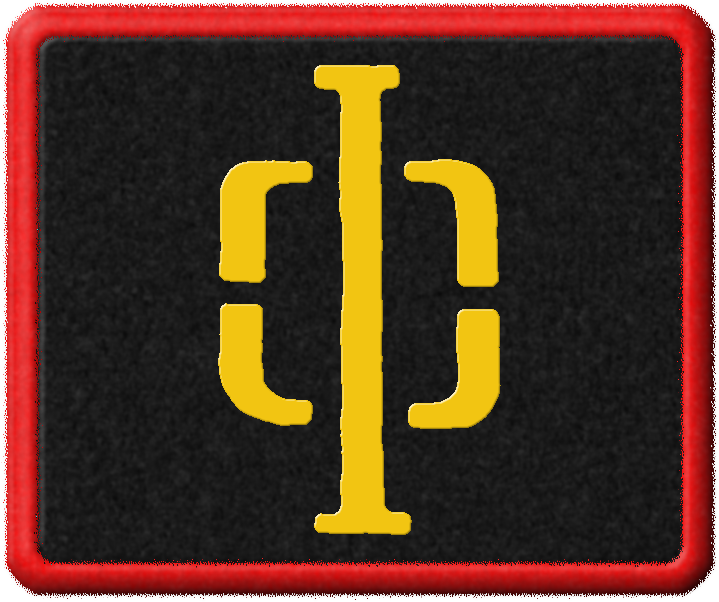
Pagon krasnofłotca służby brzegowej Floty Czerwonej na koszuli flanelowej (1943–1946)
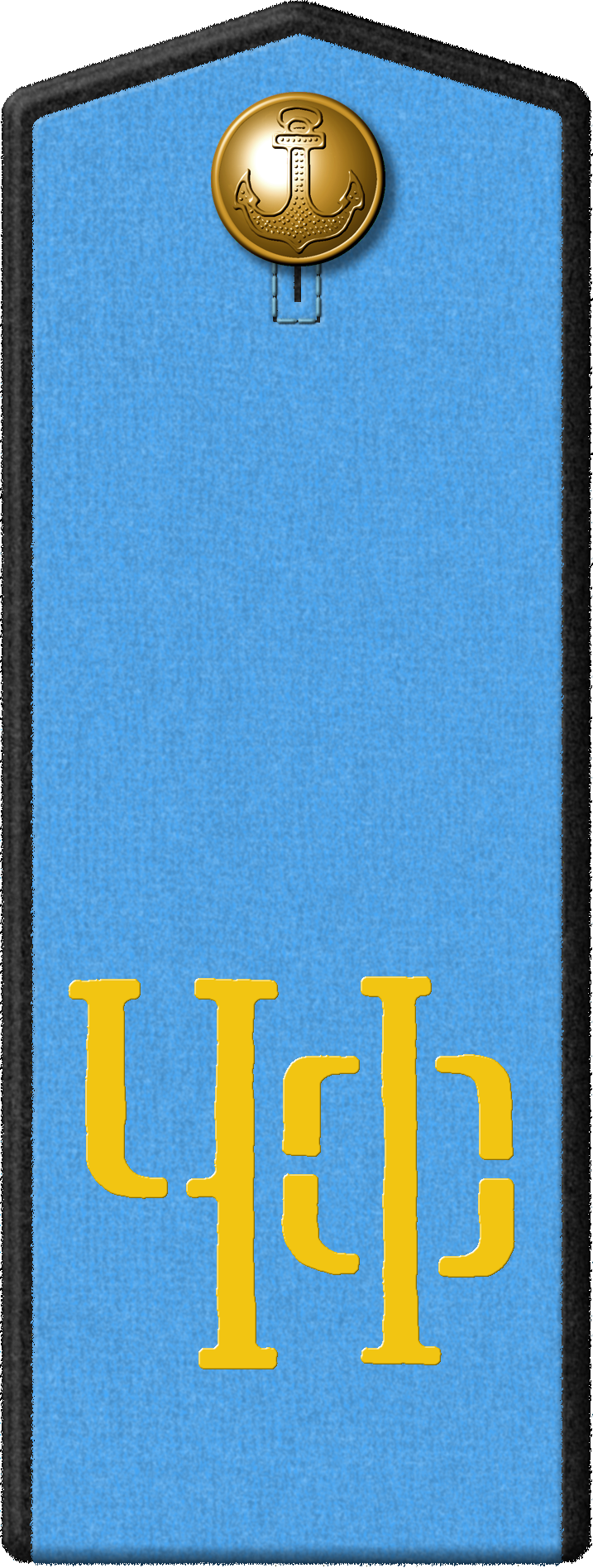
Pagon krasnofłotca służby lotniczej Floty Czerwonej na płaszczu i buszłacie (z oznaczeniami Floty Czarnomorskiej) (1943–1946)
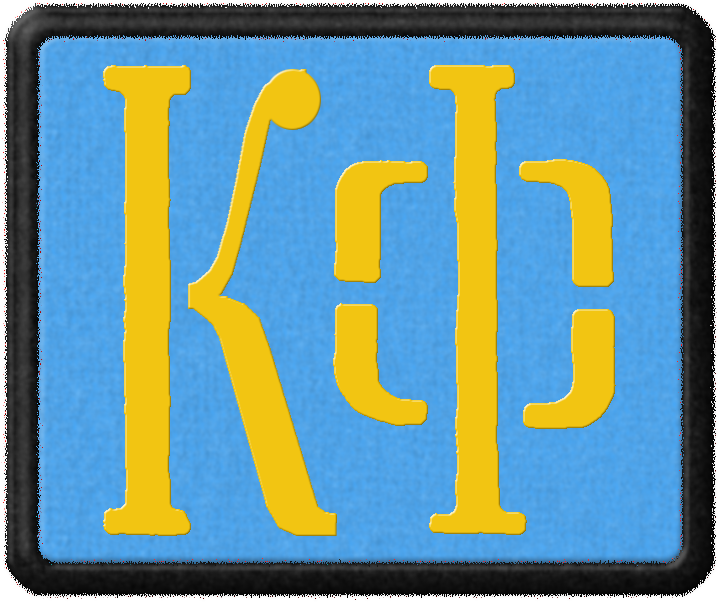
Pagon krasnofłotca służby lotniczej Floty Czerwonej na koszuli flanelowej (z oznaczeniami Floty Czarnomorskiej) (1943–1946)